# Insectos na TV
Insectos na TV é uma série de animação em 26 episódios, cada um dos quais abordando temas como as cores, a imaginação e a amizade, entre outros. Recheada de momentos divertidos, jogos e canções, vai fazer por certo as delícias dos mais pequenos.
As personagens desta série são cinco insectos que tem uma estação de TV que eles construiram, o "Canal Insecto" onde apresentavam vários programas como "O Detrás da Caixa", entre outros.
A série passou na RTP2 de Julho a Outubro de 2001, no mesmo ano passou também na RTP Madeira e na RTP Açores.
O nome original desta série infantl é "The Big Bug Show".
Os bonecos foram desenhados por Shai Charka e criados no Reino Unido.
Esta série passou no Reino Unido, Brasil, Mexico, Portugal, Singapura e foi transmitido e produzido originalmente em Israel.

## Personagens
- Dizzy: É uma borboleta macho, com todo o encanto de uma criança de seis anos de idade. Curioso, bondoso e extremamente sensível, ele fáz sempre rir os seus amigos.
- Billie: É uma formiga fémea. O seu entusiasmo contagia os outros. Billie gosta de aparecer no palco, seja cantando, atuando ou apresentando um programa de televisão.
- Chick: É um gafanhoto macho. É ele que informa sobre as noticias que estão a acontecer.
- Louis: É uma lagarta bebé. Ele ainda tem muito para aprender, no entanto, se não fosse o seu sorriso doce e boas intenções, alguns dos outros insectos podiam ficar chateados com ele.
- Ella: É uma fémea de besouro. Ela é uma cientista talentosa e especialista em reciclagem, mas no fundo ela também gostaria de ser uma estrela e sempre cantarola com a sua viola.

## Programas
- Notícias: Este mini-programa ensina as crianças sobre lugares, pessoas, animais, etc e é apresentado por o Chickie.
- O que está na caixa: Neste concurso, Dizzy e Billie são competidores regulares, Chick é o anfitrião, e Louis é seu assistente. Os competidores devem adivinhar qual o ícone que está escondido atrás de um quebra-cabeça gigante. O jogo destina-se a levantar questões importantes, tais como a capacidade de perder graciosamente, a competitividade, o ciúme, a paciência, etc
- Fáz Como a Ella: No seu laboratório, Ella conduz simples experiencias científicas, tiradas da vida cotidiana. Por exemplo, ela mostra as diferentes maneiras da Billie para estourar um balão para uma festa. Este segmento também vai levantar questões relativas à segurança.
- Nunca vais adivinhar quem eu encontrei: Cada vez que Dizzy volta de um de seus passeios, ele anuncia a Billie: "Você nunca vai adivinhar quem eu encontrei". Billie já sabe que ela não tem que pedir. Em vez disso, ela tenta adivinhar, com base nas sugestões que Dizzy lhe dá. Este fragmento tem como objetivo construir o sentido da criança em relação à curiosidade e imaginação.
- Em casa com a Gang: Situações dramáticas ocorrem nos conjuntos pessoais de personagens diferentes. Por exemplo, enquanto discutem sobre o seu brinquedo favorito, Billie e Dizzy acidentalmente partem-no. Ella intervém, explicando-lhes que às vezes é simplesmente melhor partilharem as coisas. Este segmento lida com os problemas coutidianos e as lições a serem aprendidas a partir deles.
- Colecções do Dizzy: Dizzy é o anfitrião deste segmento, apresentando as suas coleções aos telespectadores da sua televisão. Ella é a convidada regular das suas coleções especiais. Infelizmente, quando se trata de coleções da Ella, Dizzy nem sempre entende porque é uma coleção de tudo. Ella, eventualmente, explica como várias coisas estão relacionadas, o que torna uma coleção.
- Histórias de Louis: Louis apresenta as suas história ou a sua própria interpretação para todos os tipos de contos.
- Moral da história: Todos se reuniam ao redor do fogo e cada um conta uma história com uma moral.

## Publicidade
Em Israel, onde foi transmitido originalmente, esta serie teve muita publicidade. Lbigbgim marca de leite e chocolate quente patrocinado pela Tara, cartazes, vídeos e jogos para crianças chamado Insectos no palco.

## Insectos na TVno Mundo
| Região      | Nome no Local             | Canal de TV                    |
| ----------- | ------------------------- | ------------------------------ |
| Israel      | הביגבגים                  | Arutz HaYeladim                |
| Mexico      | insectos en la televisión | TV                             |
| Portugal    | Insectos na TV            | RTP2, RTP Madeira e RTP Açores |
| Reino Unido | The Big Bugs Show         | ITV                            |
| Singapura   | The Big Bugs Show         | TCS                            |
| Brasil      | Insetos na TV             | TV Cultura                     |